# Clint Hill
Clinton J. Hill (4. ledna 1932 Larimore – 21. února 2025 Belvedere) byl agent Tajné služby Spojených států amerických, který dne 22. listopadu 1963 doprovázel prezidentskou kolonu 35. prezidenta USA Johna F. Kennedyho. Kolona, sestávající z celé řady vozů a doprovodných policejních motocyklů, projížděla ulicemi texaského Dallasu v rámci Kennedyho předvolební kampaně pro nadcházející prezidentské volby 1964. Ve 12.30 dallaského místního času dorazila kolona na náměstí Dealey Plaza a chvíli poté, co projela kolem budovy Texaského knižního velkoskladu, spustila se střelba na prezidenta Kennedyho. Agent Hill stál na boku vozu tajné služby, který bezprostředně doprovázel Kennedyho limuzínu a ihned po zaslechnutí první střely seskočil na silnici a rozběhl se směrem k smrtelně raněnému prezidentovi. Agentu Hillovi se během několika sekund povedlo prezidentskou limuzínu doběhnout a s pomocí šokované Kennedyho manželky Jacqueline vylezl na kufr vozu, sestrčil paní Kennedyovou zpět do sedadla a přitiskl se ke kapotě kufru limuzíny, která začala vysokou rychlostí ujíždět směrem nemocnici Parkland Memorial Hospital.
Agent Clinton Hill hovoří v knize The Kennedy Detail od Geralda Blainea vydané roku 2010 o strašlivé scéně, která se naskytla poté, co naskočil na limuzínu: „Šedé kusy mozkové tkáně a úlomky lebky byly po limuzíně rozesety jako nějaké děsivé konfety. Podlahu pokrývala kaluž krve. Prezident Kennedy ležel na sedadle zcela nehybný a v jeho hlavě byla zřetelně vidět díra o velikosti lidské pěsti.“
Bezprostřední průběh atentátu na Kennedyho byl zachycen amatérským kameramanem Abrahamem Zapruderem na 8 mm barevný film Kodachrome v délce 26,6 sekund a po svém autorovi získal i jméno Zapruderův film.
Po smrti Kennedyho byl agent Hill přiřazen jako osobní strážce Jacqueline Kennedyové a v této funkci setrval až do prezidentských voleb 1964. Poté byl přiřazen do Bílého domu k ochrance nového prezidenta Lyndona B. Johnsona. V roce 1967, ještě za vlády Johnsona, byl Hill jmenován šéfem prezidentské tělesné stráže (anglicky: Special Agent in Charge, zkr. SAIC). Po nástupu nového prezidenta Richarda Nixona do úřadu, byl agent Hill převelen k ochraně viceprezidenta Spiro Agnewa. Nakonec byl jmenován do funkce náměstka ředitele celé americké tajné služby. Do penze odešel v roce 1975 a až do své smrti se účastnil různých diskusních fór a rozhovorů na téma atentátu na Kennedyho.